# Johann Hübner
Johann Hübner, född 17 mars 1668 i Türchau nära Zittau, död 21 maj 1731 i Hamburg, var en tysk geograf.
Hübner blev rektor vid gymnasiet i Merseburg 1694, i Hamburg 1711 och gjorde mycket för geografiundervisningen. Bland hans verk märks Kurze Fragen aus der alten und neuen Geographie (1693, en mängd senare utgåvor) samt Zweimal 52 auserelesene biblische Historien (1714). Han yttrar sig bl.a. kritiskt mot Sverige, svenskarna och det nordiska klimatet. Han klassificerade Sveriges klimat till två: vinter på nio månader och sommar på två månader. Vintern var gruvligt kall och sommaren extremt varm, ett klimat som försvårade jordbruk, handel och industri. Kritik mötte han av Gudmund Strömwall i Greifswald.